# 堀田龍也
堀田 龍也（ほりた たつや、1964年 - ）は、日本の教育工学者。熊本県天草市生まれ。専門分野は教育工学、情報教育・メディア教育。2024年より東京学芸大学教職大学院・教授，同学長特別補佐。文部科学省・視学委員。国立教育政策研究所・上席フェロー。信州大学・特任教授。東北大学名誉教授。日本教育工学会・前会長。中央教育審議会・委員，同初等中等教育分科会・分科会長代理。同デジタル学習基盤特別委員会・委員長。

## 学歴
熊本県本渡市（現・天草市）立本渡南小学校，本渡中学校卒業。熊本県立天草高等学校普通科卒業。東京学芸大学教育学部初等教育教員養成課程数学選修卒業，教育学士。電気通信大学大学院電気通信学研究科博士前期課程情報工学専攻修了，修士（工学）。東京工業大学大学院社会理工学研究科博士後期課程人間行動システム専攻修了。2009年「小学校の一斉授業におけるICT活用の支援に関する研究」で、東京工業大学より博士（工学）を取得。

## 職歴
東京都公立小学校・教諭、西東京科学大学（現・帝京科学大学）理工学部経営工学科・助手、富山大学教育学部附属教育実践研究指導センター・助教授、静岡大学情報学部情報社会学科・助教授、東京大学社会情報研究所・客員助教授（併任）、メディア教育開発センター・客員助教授（併任）、東京大学大学院情報学環ベネッセ先端教育技術学講座（BEAT）客員助教授（併任）、メディア教育開発センター研究開発部准教授、総合研究大学院大学文化科学研究科・准教授（兼担）、文部科学省・参与（初等中等教育局参事官付（情報教育担当））（併任）、文部科学省・参与（生涯学習政策局参事官付（情報教育担当））（併任）、玉川大学学術研究所・准教授、玉川大学大学院教育学研究科（教職大学院）・教授、北海道教育大学・招聘教授（併任）等を経て東北大学大学院情報科学研究科人間社会情報科学専攻・教授。2020.12−2023.3まで東北大学大学院情報科学研究科ラーニングアナリティクス研究センター・センター長。2021年クロスアポイントメントにより東京学芸大学大学院教育学研究科・教授，2023年より同学長特別補佐。2024.3東北大学を離職し，2024.4より東京学芸大学教職大学院・教授，同学長特別補佐。国立教育政策研究所・上席フェロー（併任）。信州大学・特任教授（併任）。2015年中央教育審議会初等中等教育分科会・臨時委員，2019年中央教育審議会・委員。

## 学会活動・社会貢献
- 日本教育工学会（JSET）・会長。2008年/2014年度特集号・編集委員長，2016年同・副委員長。2016−2020年同・副会長。
- 日本教育工学協会（JAET）・評議員。元・会長，常任理事，評議員議長。
- 日本教育メディア学会（JAEMS）・理事。
- 日本教育情報学会（JSEI）・理事。
- 内閣官房「教育再生実行会議初等中等教育ワーキング・グループ」・有識者。
- 内閣官房「教育再生実行会議技術革新ワーキング・グループ」・有識者。
- 内閣官房「教育再生実行会議第1分科会」・有識者。
- 中央教育審議会・委員。
- 中央教育審議会教育振興基本計画部会・委員。
- 中央教育審議会初等中等教育分科会・委員，分科会長代理。
- 中央教育審議会初等中等教育分科会デジタル学習基盤特別委員会・委員長。
- 中央教育審議会初等中等教育分科会個別最適な学びと協働的な学びの一体的な充実に向けた学校教育の在り方に関する特別部会教科書･教材･ソフトウェアの在り方WG・主査。
- 中央教育審議会初等中等教育分科会個別最適な学びと協働的な学びの一体的な充実に向けた学校教育の在り方に関する特別部会義務教育の在り方WG・委員。
- 中央教育審議会初等中等教育分科会新しい時代の初等中等教育の在り方特別部会・委員，部会長代理。
- 中央教育審議会初等中等教育分科会教育課程部会・委員。
- 中央教育審議会初等中等教育分科会教育課程部会情報WG・主査。
- 中央教育審議会初等中等教育分科会教育課程部会高等学校部会・委員。
- 中央教育審議会初等中等教育分科会教育課程部会道徳教育専門部会・委員。
- 中央教育審議会初等中等教育分科会教員養成部会教員養成のフラッグシップ大学検討WG・委員。
- 中央教育審議会初等中等教育分科会幼児教育と小学校教育の架け橋特別委員会・委員。
- 中央教育審議会教育振興基本計画部会・委員。
- 文部科学省 学校教育情報化推進専門家会議・委員。
- 文部科学省 GIGAスクール構想の下での校務の情報化の在り方に関する専門家会議・座長。
- 文部科学省 GIGAスクール構想に基づく1人1台端末の円滑な利活用に関する調査協力者会議・座長代理。
- 文部科学省 「教育の情報化に関する手引」作成検討会・座長。
- 文部科学省 情報活用能力調査に関する協力者会議・座長。
- 文部科学省 デジタル教科書の今後の在り方等に関する検討会議・座長。
- 文部科学省 「デジタル教科書」の効果的な活用の在り方等に関するガイドライン検討会議・座長。
- 文部科学省 「デジタル教科書」の位置付けに関する検討会議・座長。
- 文部科学省 小学校段階における論理的思考力や創造性、問題解決能力等の育成とプログラミング教育に関する有識者会議・主査。
- 文部科学省 学校におけるICT環境整備の在り方に関する有識者会議・座長。
- 文部科学省 教育データの利活用に関する有識者会議・座長。
- 文部科学省 学習指導要領における各項目の分類･整理や関連付け等に資する取組の推進に関する有識者会議・座長。
- 文部科学省 先導的な教育体制構築事業推進協議会・座長。
- 文部科学省 2020年代に向けた教育の情報化に関する懇談会・委員，同 基本問題検討WG・主査。
- 文部科学省 教育研究開発企画評価会議・協力者。
- 文部科学省 ICTを活用した教育に関する懇談会・委員。
- 文部科学省 学びのイノベーション推進協議会・委員，同 小中学校WG・委員。
- 文部科学省 学校教育の情報化に関する懇談会（鈴木寛・文部科学副大臣主催）・委員、同 情報活用能力WG・主査。
- 総務省「ICTを利活用した協働教育推進のための研究会」・構成員。
- 2011年度文部科学大臣表彰（情報化促進）。
- 1997年度日本教育工学会研究奨励賞，2009年度同論文賞受賞。
- 特定非営利活動法人全国初等教育研究会（JEES）・理事長。

## 研究分野
- 教育工学，情報教育・メディア教育，ICT活用授業，校務の情報化。特に情報化に伴う教育内容・教育方法の開発，学習支援システムや教材の開発，教員研修の開発等。

## 主な著書
- 『エラーで学ぶPython 間違いを見つけながらプログラミングを身につけよう』 監修（著者　中野博幸, 解説　稲垣俊介 ）日経BP
- 『わたしたちと情報（情報活用スキル編）』『私たちと情報（情報社会探究編）』（改訂新版）監修　学研教育みらい
- 『クラウドで育てる 次世代型情報活用能力 -Google for Educationによる新しい学び-』（共著　山内祐平）小学館
- 『GIGAスクールはじめて日記 -Chromebook(TM)と子どもと先生の4カ月-』監修　さくら社
- 『続・やってみよう! 小学校はじめてのオンライン授業』（共著　樋口万太郎）学陽書房
- 『やってみよう! 小学校はじめてのオンライン授業』（共著　樋口万太郎）学陽書房
- 『ポスト・コロナショックの学校で教師が考えておきたいこと』（共著書）東洋館出版
- 『PC1人1台時代の間違えない学校ICT』単著　小学館
- 『学校アップデート -情報化に対応した整備のための手引き』（共著　為田裕行,  稲垣忠, 佐藤靖泰, 安藤明伸)   　さくら社
- 『子どもも教師も元気になる「これからの教室」のつくりかた』(共著　 赤坂真二, 谷和樹 , 佐藤和紀 ）　学芸みらい社
- 『情報社会を支える教師になるための教育の方法と技術』（共著　佐藤和紀）三省堂
- 『新学習指導要領時代の間違えないプログラミング教育』（雑誌）小学館
- 『だれもが実践できるネットモラル・セキュリティ 』（共著　西田光昭） 三省堂
- 『新学習指導要領時代の間違えないICT』（雑誌）小学館
- 『情報教育・情報モラル教育（教育工学選書II-8）』ミネルヴァ書房
- /『プログラミング教育 思考のアイディア』（共著　黒上晴夫） 小学館
- 『教育メディアの開発と活用（教育工学選書7）』（共著　近藤勲,  黒上晴夫,  野中陽一)ミネルヴァ書房
- 『ICT×思考ツールでつくる「主体的・対話的で深い学び」を促す授業』(推薦）小学館
- 『情報学習支援ツール 実践カード＆ハンドブック』監修（ 監修　黒上晴夫,  木村明憲 著)　さくら社
- 『社会科の達人が推薦する 社会科重要資料の指導法30選 5年生』『同 6年生』監修　教育同人社
- 『学習規律の徹底とICT有効活用（春日井市・出川小学校の取り組み）』監修　　教育同人社
- 『子どもが伸びる ドリル・テストの使い方』監修　教育同人社
- 『司書教諭が伝える 言語活動と探究的な学習の授業デザイン』（共著　塩谷京子 ）三省堂
- 『ベテラン先生直伝 漢字ドリルの活用法』『同 計算ドリルの活用法』『同 ワークテストの活用法』監修　教育同人社
- 『藤の木小学校 未来の学びへの挑戦 フューチャースクール推進事業・学びのイノベーション推進事業 実証研究校の歩み』　監修　教育同人社
- 『足代小フューチャースクールのキセキ』監修　教育同人社
- 『管理職・ミドルリーダーのための「校務の情報化」入門』監修　教育開発研究所
- 『ちょっとした工夫でもっと注目される「学校ホームページ」』（共編　　玉木崇）教育開発研究所
- 『フラッシュ型教材のススメ』（共著　高橋純）旺文社
- 『管理職のための「教育情報化」対応ガイド』編集　教育開発研究所
- 『学校で取り組む情報社会の安全・安心』（編著　平松茂）三省堂
- 『わたしたちとじょうほう 3・4年』『私たちと情報 5・6年』（改訂版）監修　学研
- 『解き方いっぱいドリル』単著　学研
- 『すべての子どもがわかる授業づくり -教室でICTを使おう』（共著　高橋純）高陵社書店
- 『情報化時代の学校変革力 -オピニオンリーダーからの提言』（共著　玉木崇）高陵社書店
- 『わかる・できる授業のための教室のICT環境』三省（共著　野中陽一）三省堂
- 『わたしたちとじょうほう 3・4年』『私たちと情報 5・6年』監修学研
- 『学校図書館で育む情報リテラシー -すぐ実践できる小学校の情報活用スキル-』（共著　塩谷京子）全国学校図書館協議会
- 『映せばわかる プロジェクタ活用50の授業場面』（共著　高橋純）高陵社書店
- 『あなたの学校でもできる プロジェクタ活用50の研修場面』（共著　高橋純）高陵社書店
- 『メディアとのつきあい方学習 -「情報」と共に生きる子どもたちのために』単著　ジャストシステム
- 『メディアとのつきあい方学習-実践編』単著　ジャストシステム
- 『事例で学ぶNetモラル-教室で誰でもできる情報モラル教育』編著　三省堂
- 『できる教師のデジタル仕事術』（共著　玉置崇 , 石原一彦 , 佐藤正寿 ,高篠栄子）時事通信社
- 『誰でも簡単にできる学校Webサイト活用法』(共著　石塚丈晴）高陵社書店
- 『プレゼン能力をぐんぐん伸ばす プレゼン指導虎の巻』単著　高陵社書店
- 『学校のLAN学事始 -校内ネットワークがひらく新しい学校』（共著　中川斉史）高陵社書店